# Арендта
Арендта (рос. Арендта) — колишній хутір у Романівецькій волості Новоград-Волинського повіту Волинської губернії.

## Населення
У 1906 року нараховувалося 4 двори та 50 мешканців.

## Історія
В 1906 році — хутір в складі Романівецької волості (2-го стану) Новоград-Волинського повіту Волинської губернії. Відстань до повітового центру, м. Новоград-Волинський, складала 10 верст, до волосної управи в с. Романівка — 30 верст. Найближче поштово-телеграфне відділення розташовувалось в Новограді-Волинському.
Станом на 1923 рік знятий з обліку населених пунктів.